# Edward Olszówka
Edward Olszówka (Ruda Śląska, 9 de julio de 1937-Wuppertal, 26 de noviembre de 2014) fue un futbolista polaco que jugaba en la demarcación de lateral.

## Biografía
Debutó como futbolista en 1960 con el Górnik Zabrze a manos del entrenador Augustyn Dziwisz, tras haberse formado en el AKS Chorzów. Sólo jugó en el Górnik Zabrze, donde llegó a ganar la Ekstraklasa en seis ocasiones, cinco de ellas consecutivas. También se hizo con la Copa de Polonia, en 1965 y en 1968. Tras 141 partidos jugados y un gol, se retiró como futbolista en 1969.
Falleció el 26 de noviembre de 2014 en Wuppertal a los 77 años de edad.

## Clubes
| Club          | País    | Año         | Partidos | Goles |
| ------------- | ------- | ----------- | -------- | ----- |
| Górnik Zabrze | Polonia | 1960 - 1969 | 141      | 1     |

## Palmarés

### Campeonatos nacionales
| Título          | Club          | País    | Año  |
| --------------- | ------------- | ------- | ---- |
| Ekstraklasa     | Górnik Zabrze | Polonia | 1961 |
| Ekstraklasa     | Górnik Zabrze | Polonia | 1963 |
| Ekstraklasa     | Górnik Zabrze | Polonia | 1964 |
| Ekstraklasa     | Górnik Zabrze | Polonia | 1965 |
| Ekstraklasa     | Górnik Zabrze | Polonia | 1966 |
| Ekstraklasa     | Górnik Zabrze | Polonia | 1967 |
| Copa de Polonia | Górnik Zabrze | Polonia | 1965 |
| Copa de Polonia | Górnik Zabrze | Polonia | 1968 |